# Gunnar Larsson (akademisekreterare)
Nils Gunnar Larsson, född 8 september 1926 i Stockholm, död där 6 januari 2014, var en svensk musikadministratör.
Larsson, som var son till överkonstapel Ossian Larsson och Olga Sjöberg, blev filosofie licentiat vid Uppsala universitet 1963. Han var musikkonsulent vid Arbetarnas bildningsförbund (ABF) 1958–1963, lärare vid Uppsala universitet 1963–1966, vid Birkagårdens folkhögskola 1960–1965, var biträdande och tillförordnad sekreterare vid Kungliga Musikaliska Akademien från 1964, blev ordinarie sekreterare där 1971 och var chef för Musikhistoriska museet 1973–1981.
Larsson var ordförande i svenska sektionen av Internationella samfundet för samtida musik (ISSM) från 1969, i nämnden för nordiskt musiksamarbete (Nomus) från 1971, i Baltiska institutet från 1976 och vice ordförande i Statens musiksamlingar från 1981. Han skrev bland annat tidskriftsuppsatser och lexikonartiklar om svensk musikhistoria och svenskt musikliv.
Larsson var sekreterare i Fylkingen 1953–1958. Han blev ledamot (nr.736) av Kungliga Musikaliska Akademien den 30 januari 1969. Gunnar Larsson är gravsatt i askgravlunden på Kungsholms kyrkogård i Stockholm.